# Cruz de Piedra, delstaten Mexiko
Cruz de Piedra är en ort i Mexiko, tillhörande kommunen Coatepec Harinas i södra delen av delstaten Mexiko. Orten hade 519 invånare vid folkräkningen 2010.